# 三新铁路
三新铁路是中国内蒙古自治区鄂尔多斯市鄂托克旗与鄂托克前旗境内的运煤单线电气化铁路。 北端起自东乌铁路三北羊场站，在上海庙站与新上铁路接轨。是上海庙能源化工基地外运通道之一。内蒙古三新铁路有限责任公司所有，公司设在鄂尔多斯市。全长135.137千米。线下等级为国铁II级标准，线上等级为地方铁路I级。运输能力近期1594万吨/年，远期2908万吨/年。全线设7座车站。有效到发线长1050米。SS3B电力机车牵引，牵引质量5000吨。最小曲线半径1200米。限制坡度9‰。继电半自动闭塞。限速70km/h。
概算投资16.7亿元，2008年5月开工，2009年年底建成运营。